# Catoptropteryx extensipes
Catoptropteryx extensipes är en insektsart som beskrevs av Karsch 1896. Catoptropteryx extensipes ingår i släktet Catoptropteryx och familjen vårtbitare. Inga underarter finns listade i Catalogue of Life.